# Рейнская кухня

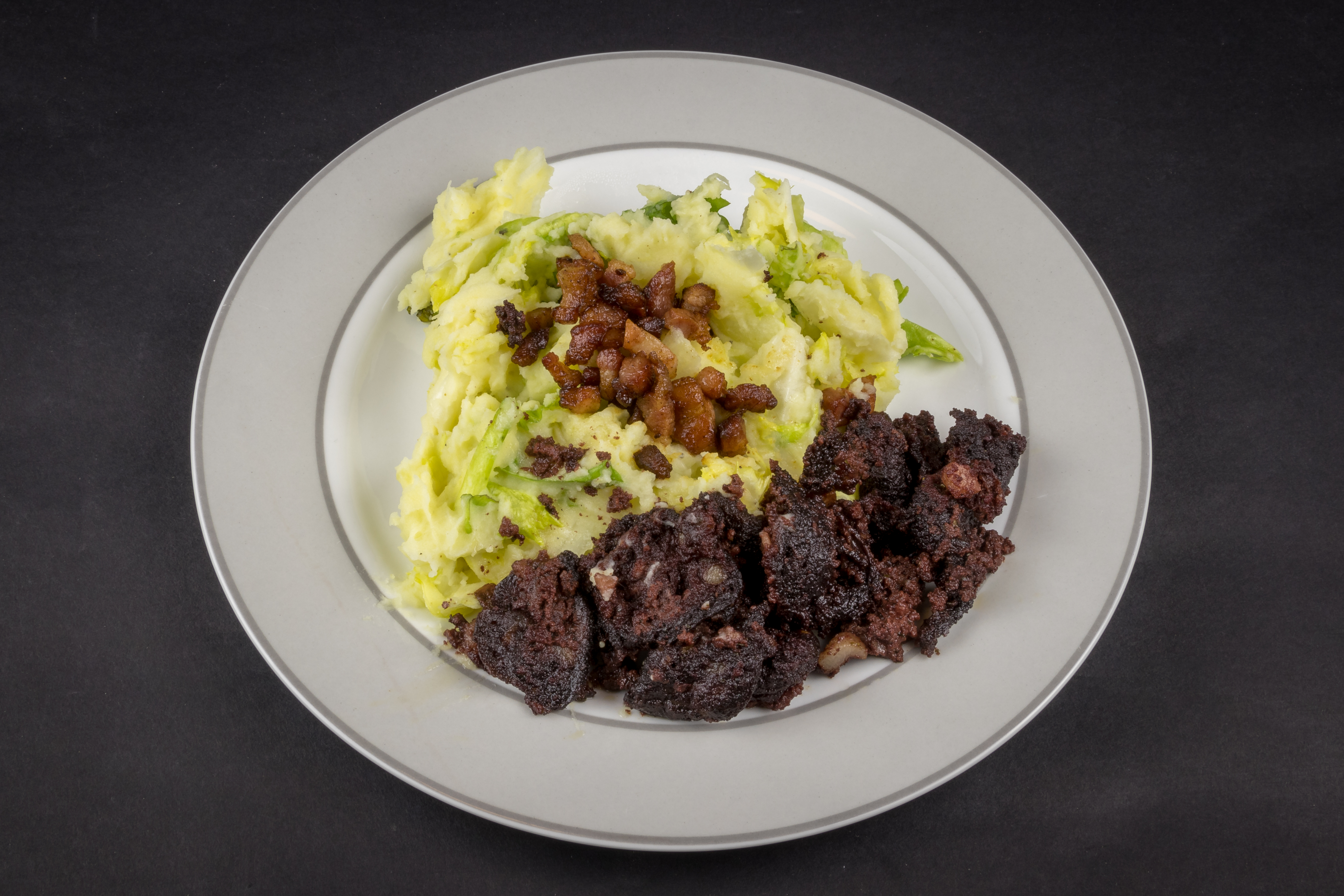
Поджаренная с салом кровяная колбаса флёнц, сервированная с картофельным пюре и салатным цикорием

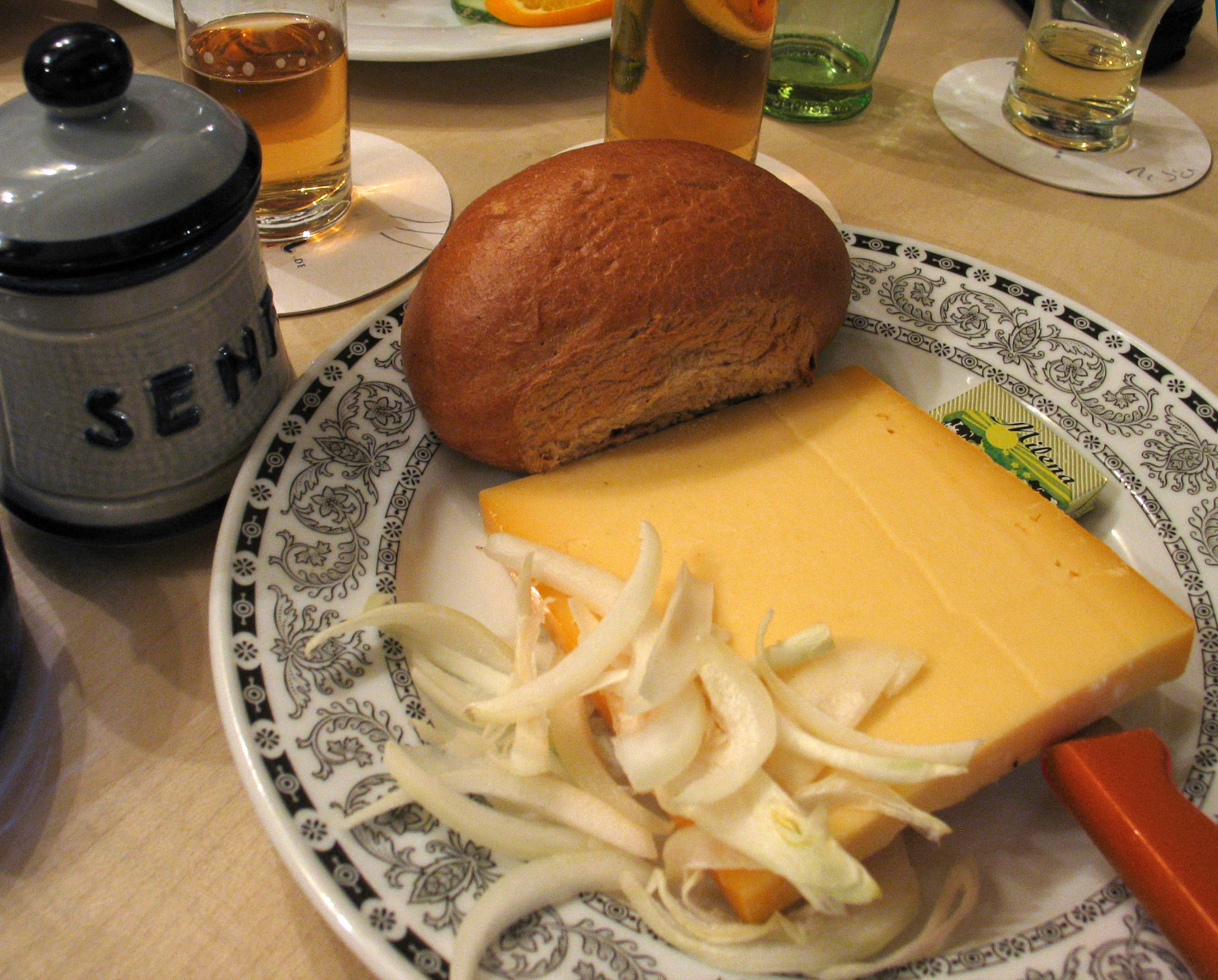
Рейнский бутерброд «полпетуха»

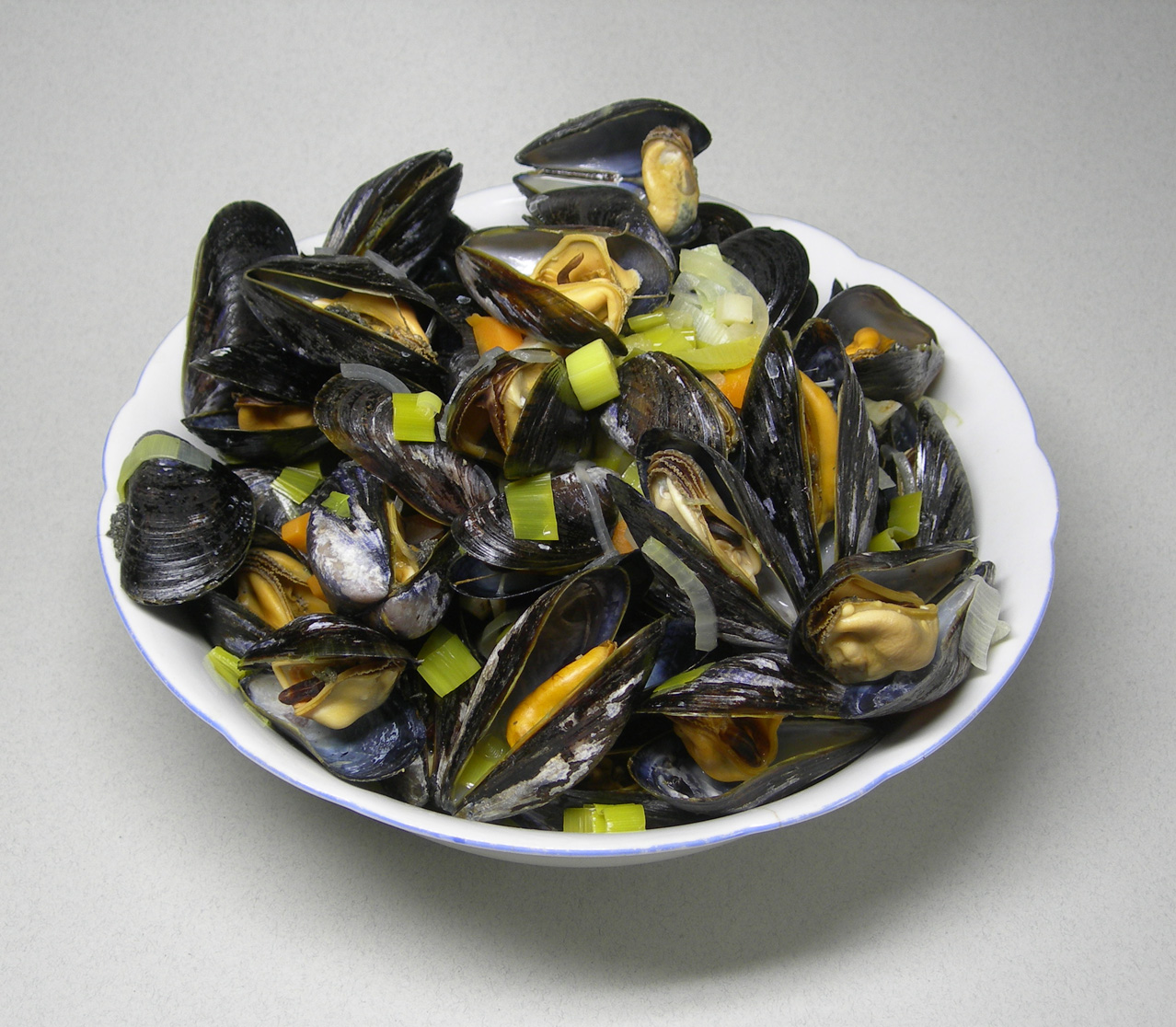
Мидии по-рейнски

Ваш Рейн? Немецкий Рейн? Но разве он из пива,

Но разве из колбас прибрежный смелый склон?
Рейнская кухня (нем. Rheinische Küche) — немецкая региональная кухня. Рейнская кухня охватывает кулинарные традиции, распространённые на исторических территориях Среднего и Нижнего Рейна, которые ныне входят в состав земель Северный Рейн-Вестфалия и Рейнланд-Пфальц.
Вследствие различий в сельскохозяйственных зонах, природных ресурсах и традициях рейнская кухня развивалась в нескольких направлениях. Наиболее известными местными кухнями на Рейне являются гастрономии Нижнего Рейна и Бергишес-Ланда, а также Кёльна, Дюссельдорфа, Бонна и Ахена. Для традиционной рейнской кухни характерны простые и сытные блюда на основе продуктов местного сельского хозяйства: разных овощей, картофеля, молока, сливочного масла и мяса. В католической Рейнской области исторически пятница была постным днём, когда разрешалось есть рыбу. Для блюд рейнской кухни характерны контрастные вкусовые комбинации, например, бутерброд с рейнским лебервурстом на сладком изюмном хлебе или сладкие яблоки из компота в качестве гарнира к острым блюдам.
К специалитетам рейнской кухни относятся бергские вафли, бергский кофейный стол, полпетуха, «небо и земля», коттенбуттер, крюстхен, поттхукке, мидии по-рейнски, панхас, пиллекухен и зауэрбратен не только из говядины, но и из конины. В Рейнской области популярны сорта пива верхнего брожения кёльш и альтбир, а также рейнские вина.
Значительное влияние на рейнскую кухню оказали нидерландская и бельгийская кухня. В удалённой от моря Рейнской области благодаря близости к Нидерландам и Рейну необычно популярны блюда из морской рыбы, в частности, сельди, а также мидий. Мидии, ныне деликатес, до начала XX века считались бедняцкой едой, а свою популярность обрели в Рейнско-Рурском регионе в голодные послевоенные годы. В рейнской кухне много блюд из пресноводной рыбы, которая во времена, предшествовавшие промышленной революции, в большом разнообразии обитала в Рейне. Рейнская кухня обнаруживает сходство с вестфальской кухней. Панхас и мёпкенброт популярны и на Рейне, но есть и свой сорт кровяной колбасы с жиром — флёнц. Если блюдо из ржаной булочки рёггельхен с сыром и репчатым луком коварно называется «полпетуха», то флёнц в той же «компании» зовётся «чёрной икрой по-кёльнски». Со времён наполеоновской оккупации высшие слои местного общества увлеклись французской кухней. Элементы рейнской, гессенской и пфальцской кухни обеспечили своеобразие гастрономических традиций Рейнгессена.
В «Письмах из Франции и Италии» А. И. Герцен признавался в любви к Кёльну за то, что на пути из России во Францию через Германию именно там он впервые после Москвы прилично пообедал. Жёсткий критик немецкой кухни, Герцен делал исключение для рейнской кухни именно потому, что она приняла влияние французской кухни.